# Sijorang
Sijorang is een bestuurslaag in het regentschap Padang Lawas Utara van de provincie Noord-Sumatra, Indonesië. Sijorang telt 39 inwoners (volkstelling 2010).